# Hôpital Cochin
L'hôpital Cochin est un hôpital de l'Assistance publique - hôpitaux de Paris (AP-HP) dans le 14e arrondissement de Paris. Il dépend de la faculté de médecine d'Université Paris-Cité. Il est situé 27 rue du Faubourg-Saint-Jacques (RER B, Station Port-Royal ; Bus : 38, 59, 83, 91).

## Histoire
Créé en 1780 par Jean-Denis Cochin, curé de la paroisse Saint-Jacques-du-Haut-Pas, l’hospice Saint-Jacques est à l’origine destiné aux pauvres et aux ouvriers du quartier. Le curé Cochin fait alors construire un petit établissement d’une quarantaine de lits, grâce à sa fortune personnelle et à la charité de ses paroissiens. Il ne cessera de s’agrandir au cours du XIXe siècle. En 1784, après la fermeture du noviciat des Capucins, la partie de l'établissement située à l'angle de la rue des Capucins (devenue boulevard de Port-Royal) et de la rue du Faubourg-Saint-Jacques est utilisé comme hôpital pour les adultes atteints de maladies vénériennes sous le nom d'hôpital des Capucins puis d'hôpital du Midi en raison de sa situation dans le sud de Paris.
Les deux établissements fusionnent en 1902 avec leur voisin, l'hôpital Ricord, établissement pour vénériens créé en 1792, puis annexent successivement la maternité Port-Royal créée en 1795, la clinique Baudelocque créée en 1890 et l'hôpital Tarnier inauguré en 1881. Les bâtiments sont reconstruits entre 1908 et 1926 pour donner naissance à l’hôpital actuel, caractérisé par son modèle pavillonnaire en briques
Le groupe hospitalier Cochin comporte à ce jour 1 483 lits ; il emploie 6 700 professionnels de santé dont plus de 1 000 médecins.
Associé à l'hôpital depuis les années 1980, il existe un institut de recherches biomédicales, l'Institut Cochin réorganisé en 2002 en une structure mixte de recherche en génétique, biologie moléculaire, et biologie cellulaire. Cet institut regroupe environ 600 personnes et dépend à la fois de l'INSERM et du CNRS, tout en étant intégré à l'université Paris-Descartes (Paris-V).
Depuis les années 1990, l'hôpital Cochin est associé à l'hôpital Saint-Vincent-de-Paul au sein du groupe hospitalier Cochin – Saint-Vincent-de-Paul, qui fait partie du groupement hospitalier universitaire ouest. En 2011, compte tenu de la réorganisation de l'Assistance Publique - Hôpitaux de Paris (AP-HP) en douze groupes hospitaliers, l'hôpital Cochin s'associe à l'hôpital Broca, l'hôpital La Rochefoucauld, l'hôpital de la Collégiale et l'Hôtel-Dieu de Paris afin de constituer le Groupe hospitalier hôpitaux universitaires Paris-Centre. À partir de 2019 et la réforme des universités parisiennes, l'hôpital intègre la nouvelle Université Paris-Cité.

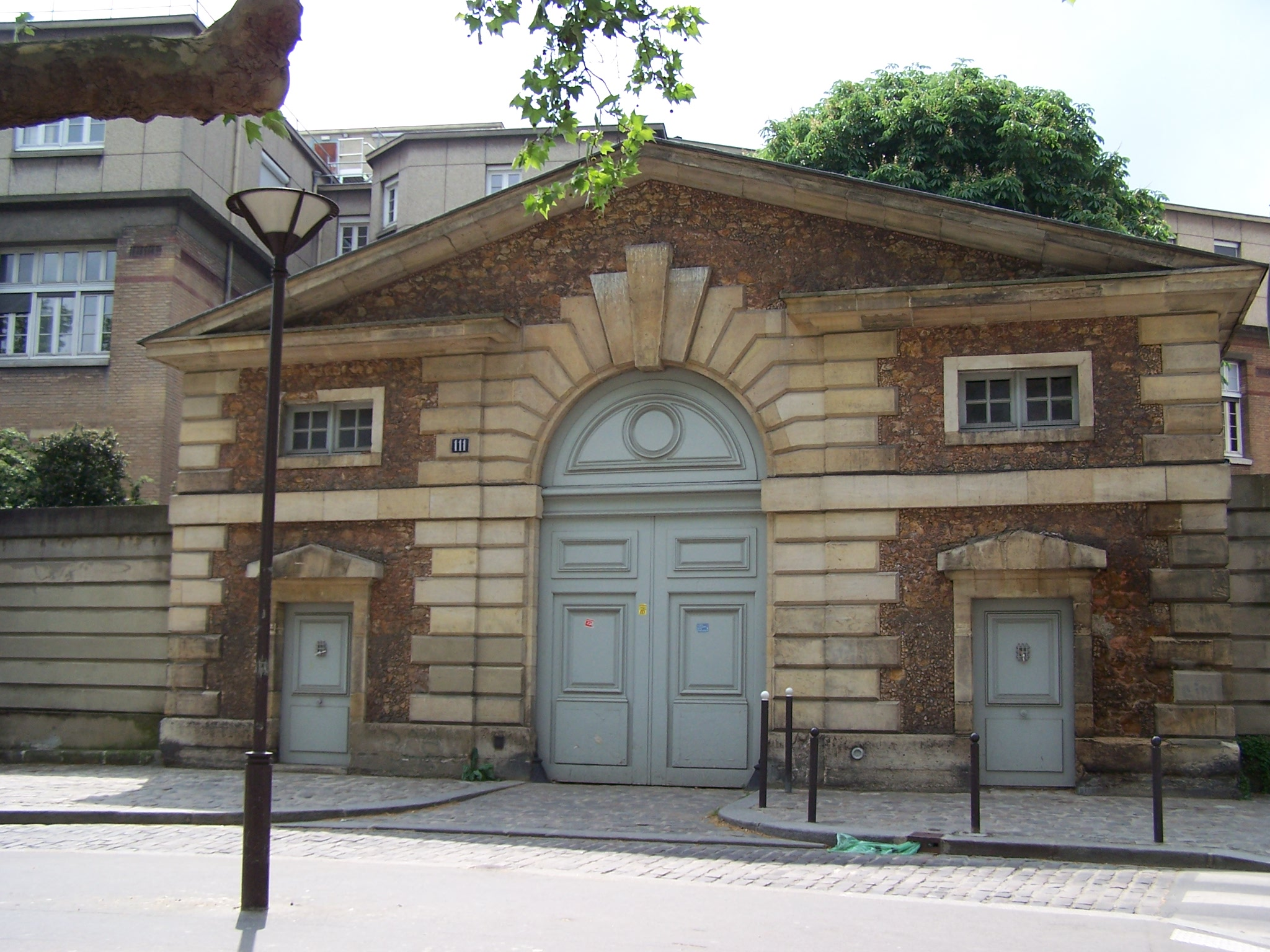
La porte Ricord, l'entrée historique de l'hôpital au 111, boulevard de Port-Royal.
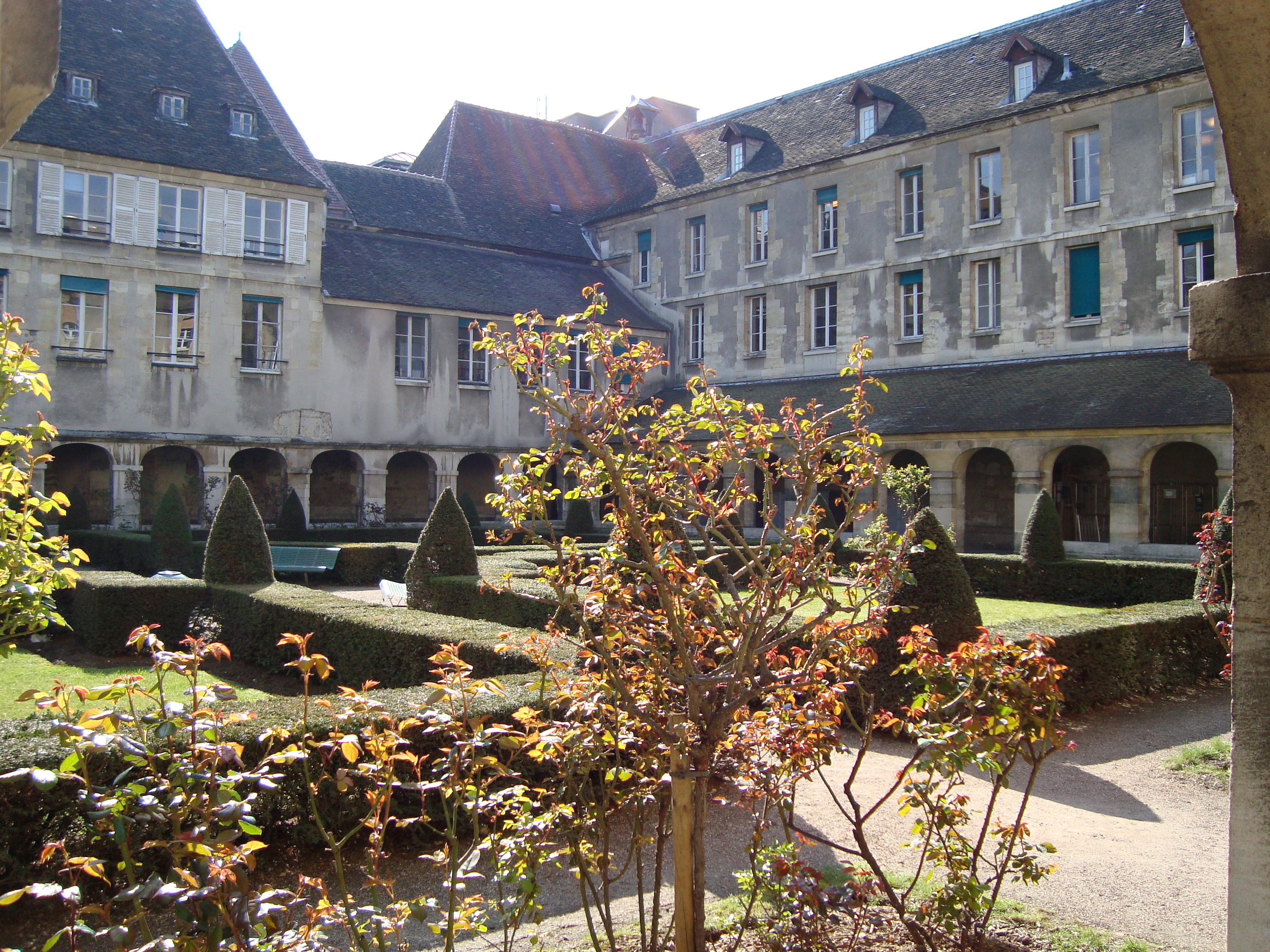
Le cloître de l'abbaye de Port-Royal de Paris dans l'hôpital Cochin.
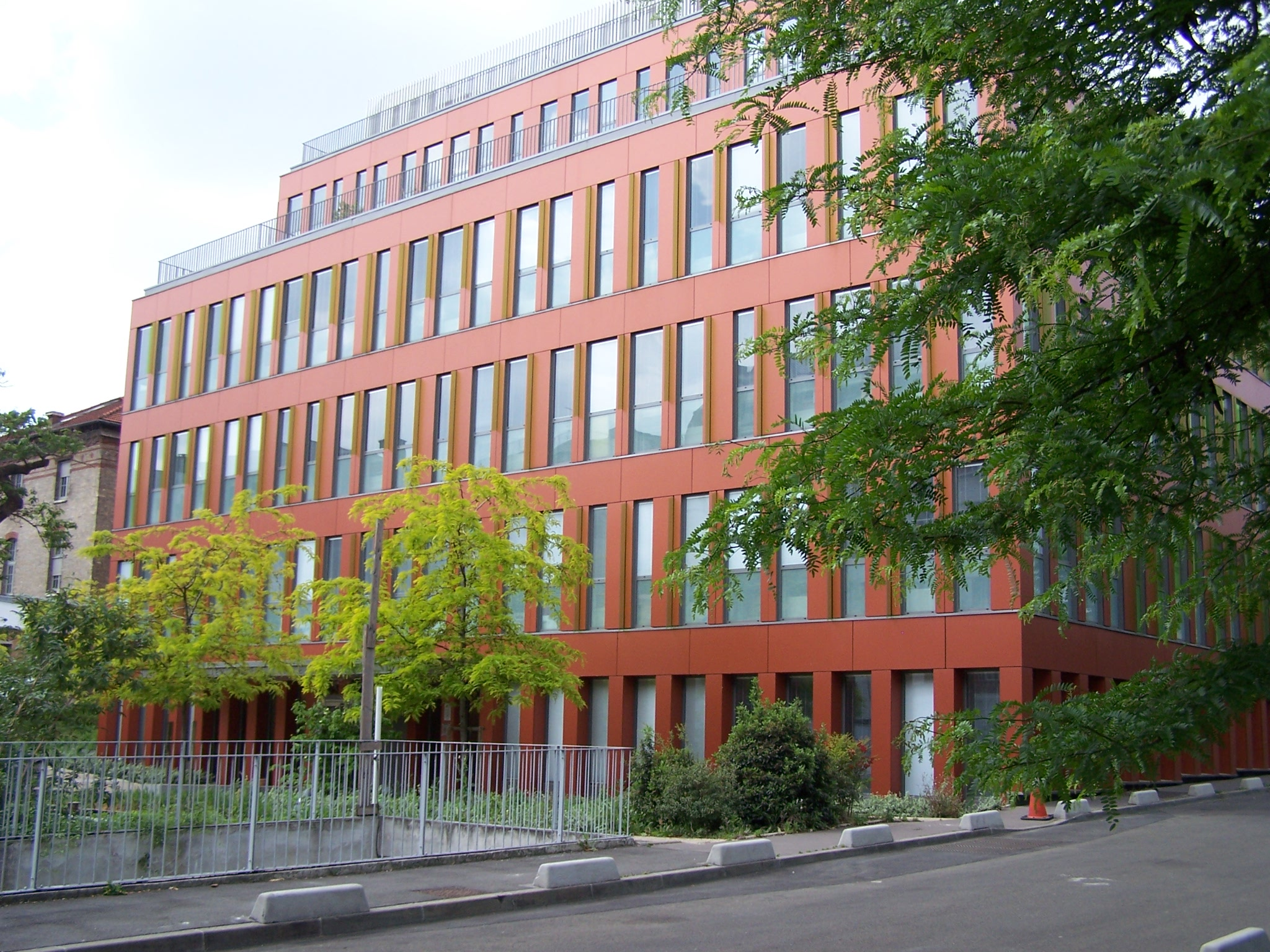
Pépinière d'entreprises de biotechnologie depuis la rue de la Santé.
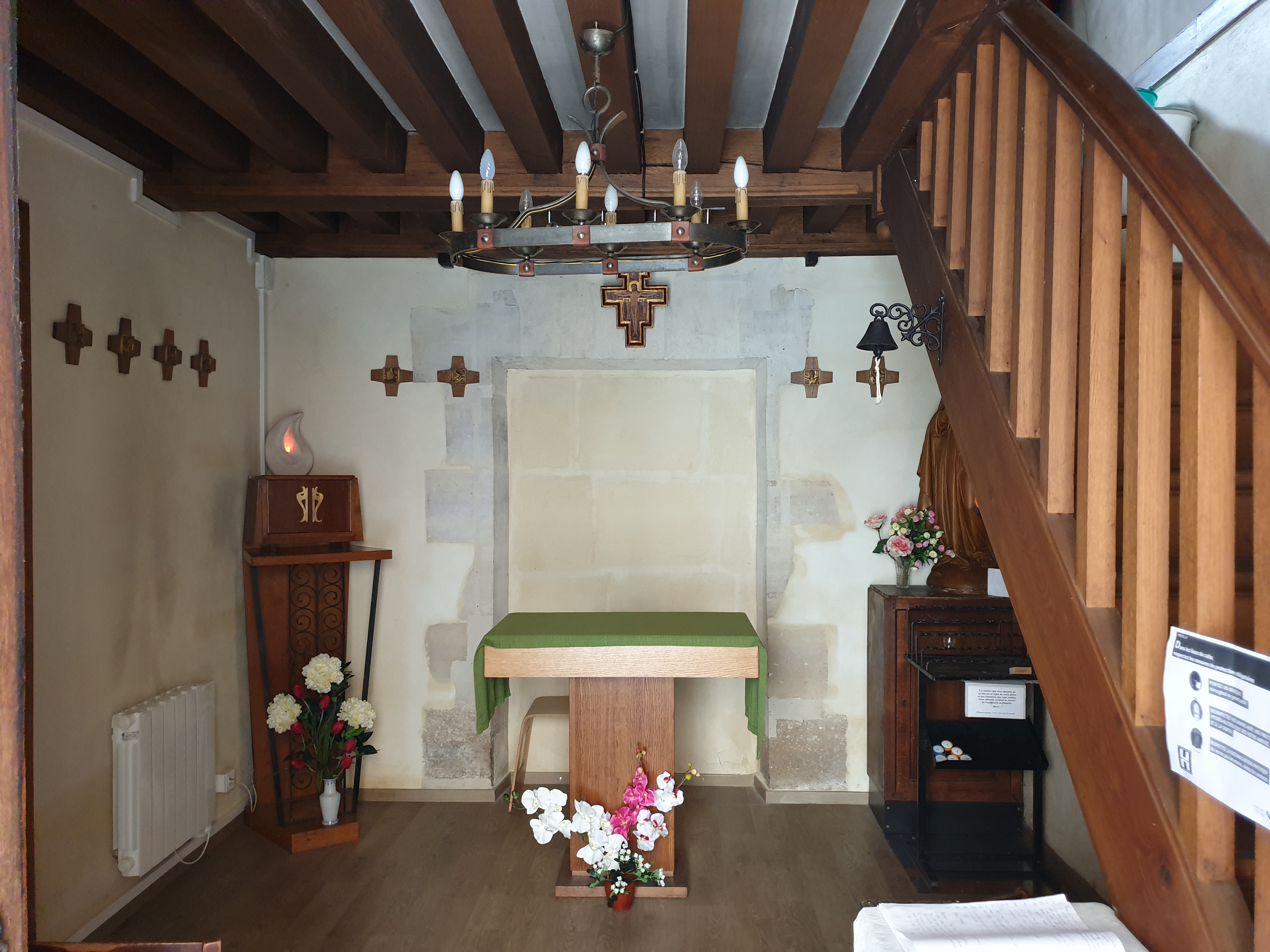
L'intérieur de la chapelle.

Dans cet hôpital se trouvait le centre des Grands brûlés de Paris. En 2004, une maison des adolescents, appelée Maison de Solenn en souvenir de Solenn Poivre d'Arvor, a été ouverte au sein de l'hôpital avec le soutien actif de Bernadette Chirac.

### «Appel de Cochin»
Jacques Chirac, victime le 26 novembre 1978 d'un accident de la route en Corrèze, avait été transporté à l'hôpital Cochin pour y recevoir les soins nécessités par ses blessures. Le 6 décembre il communique un texte dénonçant l'UDF du président Valéry Giscard d'Estaing comme « parti de l'étranger », texte qui a été surnommé Appel de Cochin.

### Protections
Les bâtiments de l'hôpital bénéficient de multiples protections au titre des monuments historiques : un classement le 4 février 1942 pour la porte Ricord située au 111 boulevard de Port-Royal, un classement le 8 juin 1990 pour la fontaine des capucins, une inscription le 26 janvier 1999 pour divers sous-sols et une inscription le 12 juillet 2004 pour le puits des capucins.

## Accès
- La ligne 6 du métro à la station Saint-Jacques
- La ligne B du RER à la gare de Port-Royal